# 黄河涯站
黄河涯站是一个京沪线上的铁路车站，位于山东省德州市德城区黄河涯镇，建于1910年，目前为四等站，邮政编码为253032。目前客运：办理旅客乘降；行李、包裹托运；货运：办理整车货物发到；不办理危险货物发到。
车站原由4条股道。德大铁路在该站接入京沪线，为此车站中心向北平移720米并新增1条到发线。